# Amieira do Tejo
Amieira do Tejo is een plaats (freguesia) in de Portugese gemeente Nisa en telt 309 inwoners (2001).